# Balonne (rivière)
Pour les articles homonymes, voir Balonne.
La Balonne est une rivière du bassin Murray-Darling, du Queensland en Australie. C'est un sous-affluent du Murray par la Darling, la Barwon.

## Géographie
De 479 km de longueur. 

## Affluents
Les cinq plus longs affluents de la Balonne sont la Condamine, la Maranoa, le Dogwood Creek, le Yuleba Creek et le Tartulla Creek. Le pont Andrew Nixon traverse la rivière à St George.

## Histoire
Thomas Mitchell a traversé la rivière Balonne le jour de la Saint-Georges, le 23 avril 1846.

## Galerie

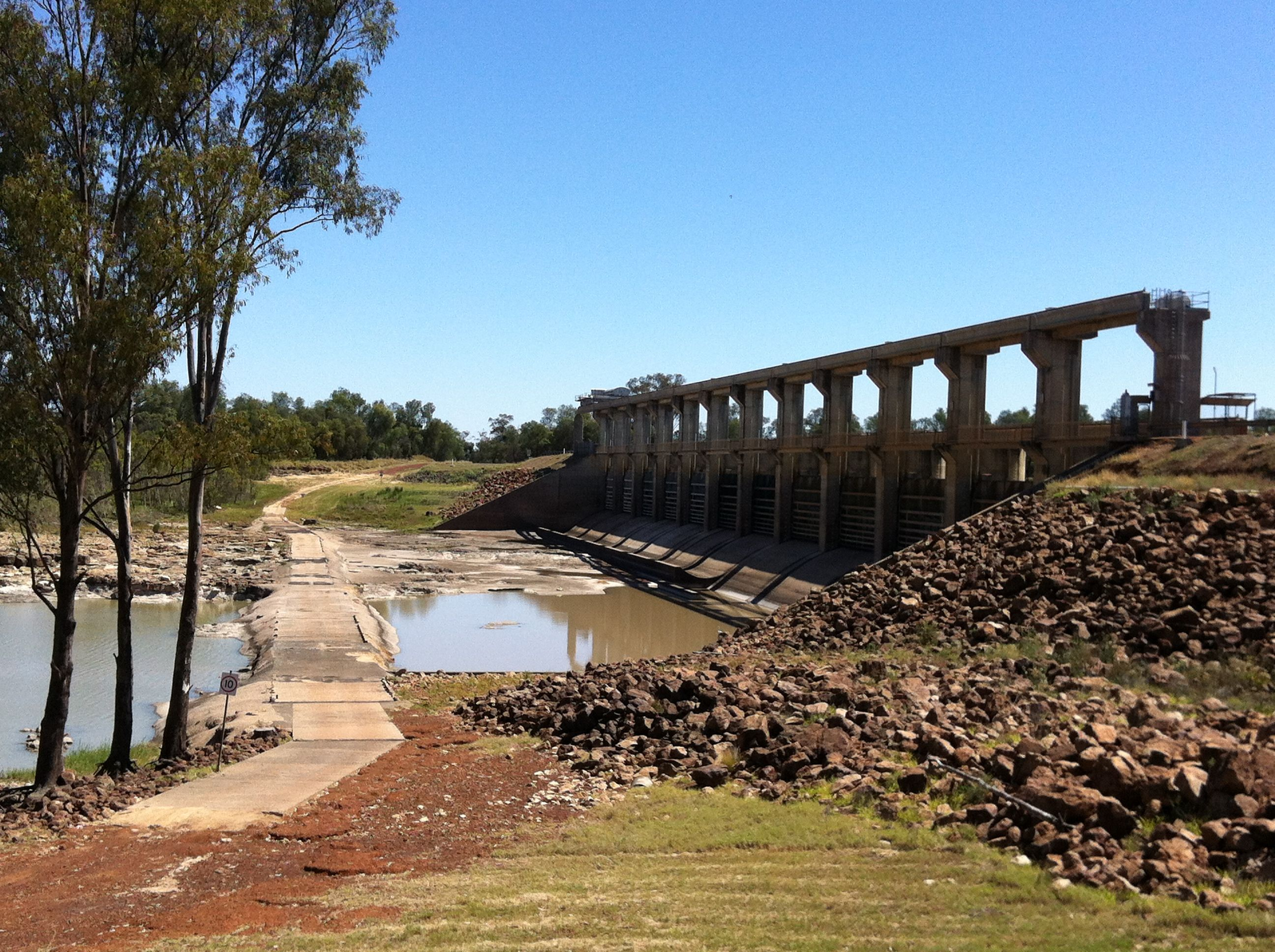
E.J. Beardmore Dam vue d'en dessous.
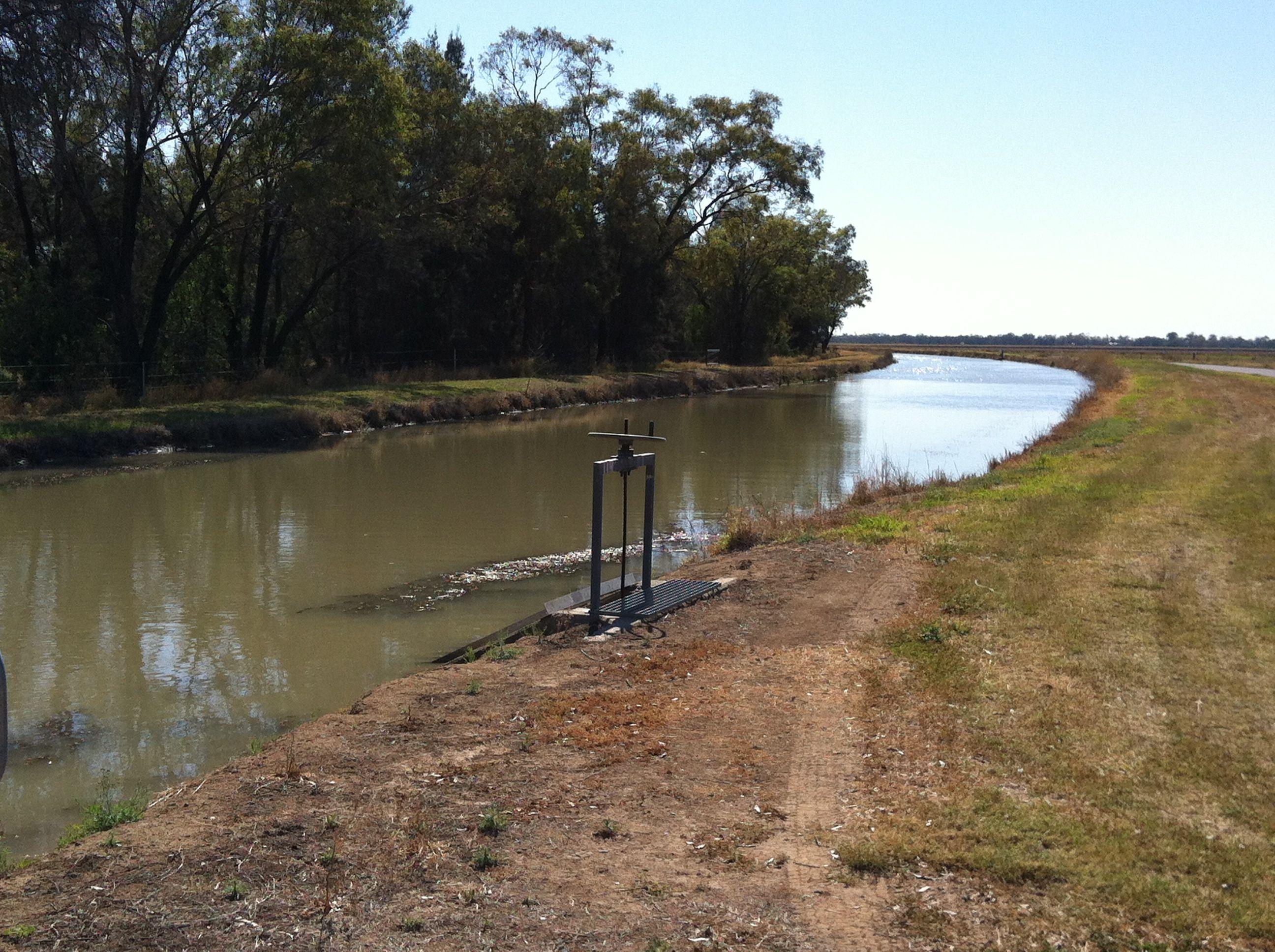
Canal d'irrigation pour les champs de coton alimenté par le E.J. Beardmore Dam.
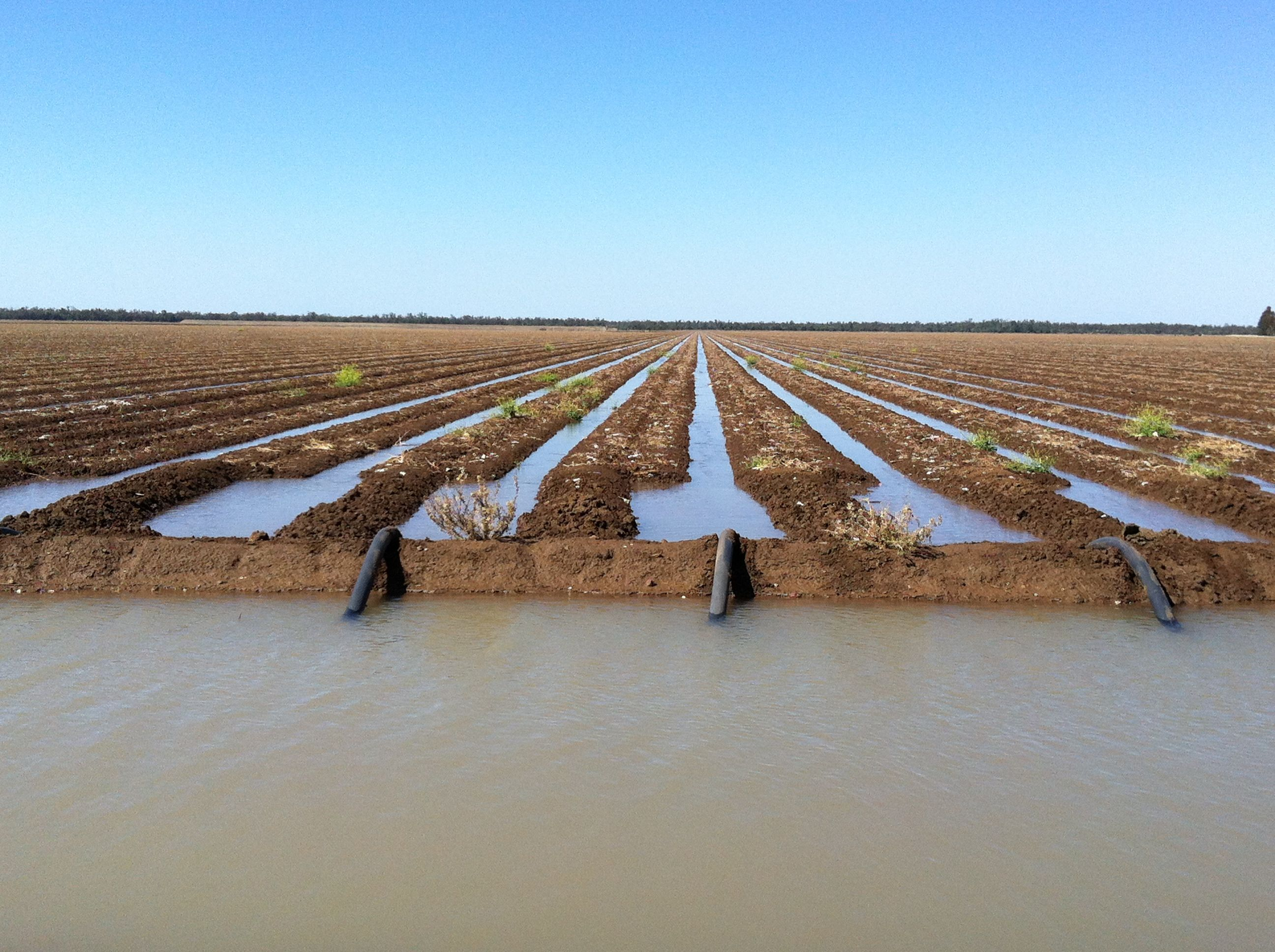
Siphons d'irrigation pour le coton près de St George.
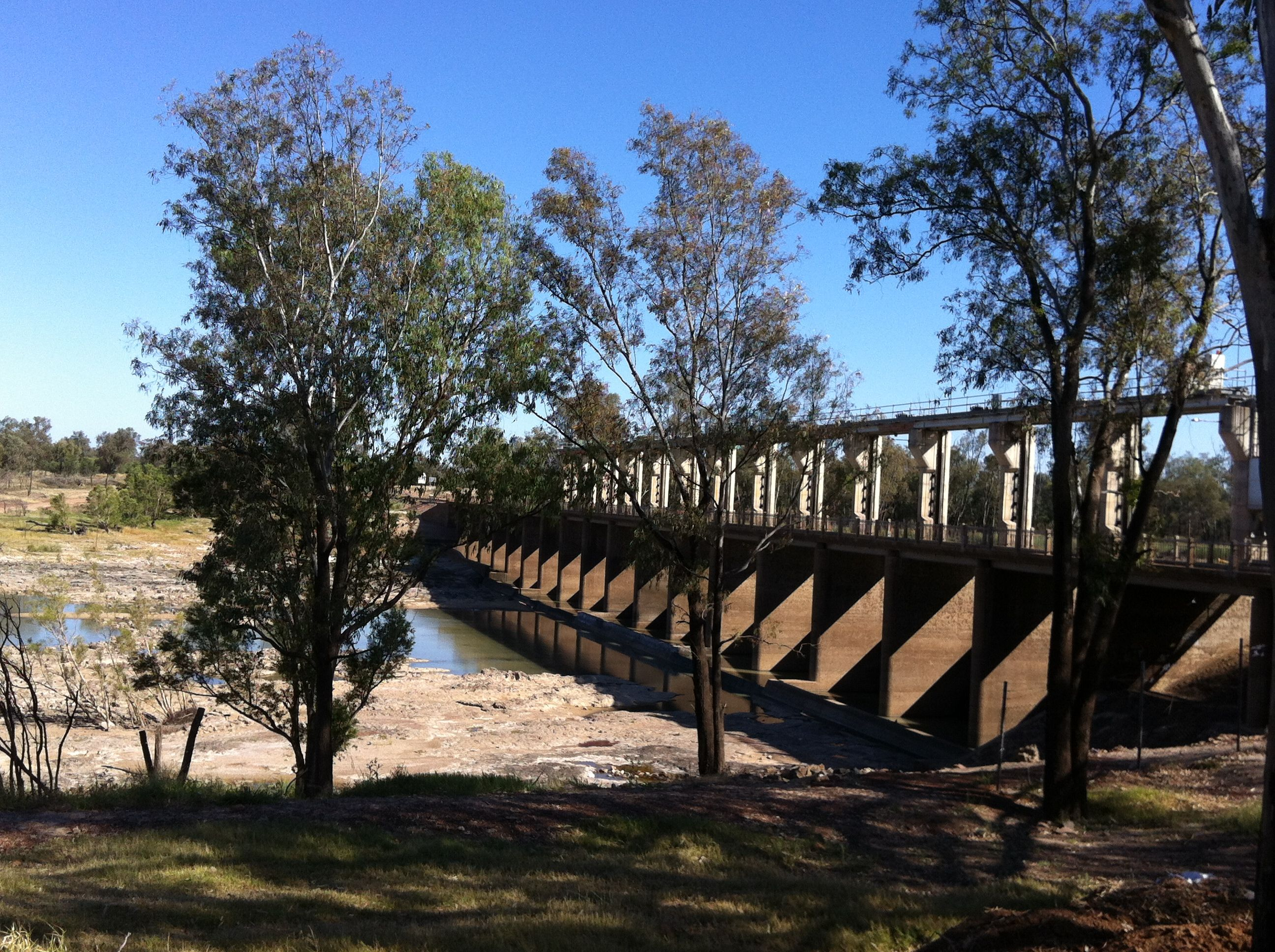
Jack Taylor Weir vu du côté aval à St George.